# جون د. باين
جون د. باين (بالإنجليزية: John D. Payne)‏ هو سياسي أمريكي، ولد في 1950 في هرشي في الولايات المتحدة. حزبياً، نشط في الحزب الجمهوري. وقد انتخب عضو مجلس نواب بنسيلفانيا.

## وصلات خارجية
- الموقع الرسمي